# Employment and Support Allowance
L'Employment and Support Allowance (ESA) est l'aide sociale au Royaume-Uni. Elle apporte un soutien financier aux personnes ayant des difficultés à trouver un emploi en raison d'une maladie de longue durée ou d'un handicap, afin de les aider à retourner au travail « malgré » leur condition.
L'ESA est créée en 2008, en remplacement de trois autres aides, par le New Labour la coalition conservatrice-libérale démocrate du premier gouvernement Cameron a élargi son champ d'application.
Le test utilisé pour évaluer l'admissibilité des personnes à l'ESA — le Work Capability Assessment (en) (WCA) — est vivement critiqué sur sa précision et la manière dont les évaluations sont réalisées.